# Bistum Ndalatando
Das Bistum Ndalatando (lat.: Dioecesis Ndalatandensis) ist eine in Angola gelegene römisch-katholische Diözese mit Sitz in N’dalatando. Es umfasst einen Teil der Provinz Cuanza Norte.

## Geschichte
Papst Johannes Paul II. gründete das Bistum Ndalatando mit der Apostolischen Konstitution Peculiari quidem am 26. März 1990 aus Gebietsabtretungen des Erzbistums Luanda, dem es auch als Suffragandiözese unterstellt wurde. Am 12. April 2011 wurde es Teil der Kirchenprovinz des Erzbistums Malanje.

## Bischöfe von Ndalatando
- Pedro Luís Guido Scarpa OFMCap (26. März 1990 – 23. Juli 2005)
- Almeida Kanda (seit 23. Juli 2005)

## Statistik
| Jahr | Bevölkerung | Bevölkerung | Bevölkerung | Priester     | Priester         | Priester       | Priester               | Ständige Diakone | Ordensleute | Ordensleute | Pfarreien |
| Jahr | Katholiken  | Einwohner   | %           | Gesamtanzahl | Diözesanpriester | Ordenspriester | Katholiken je Priester | Ständige Diakone | männlich    | weiblich    | Pfarreien |
| ---- | ----------- | ----------- | ----------- | ------------ | ---------------- | -------------- | ---------------------- | ---------------- | ----------- | ----------- | --------- |
| 1990 | 90.000      | 230.000     | 39,1        | 15           |                  | 15             | 6.000                  |                  | 18          | 23          | 6         |
| 2000 | 193.950     | 408.600     | 47,5        | 17           | 1                | 16             | 11.408                 |                  | 24          | 48          | 8         |
| 2004 | 189.100     | 359.000     | 52,7        | 21           | 5                | 16             | 9.004                  |                  | 22          | 49          | 8         |
| 2013 | 225.617     | 443.000     | 50,9        | 24           | 7                | 17             | 9.400                  |                  | 24          | 67          | 9         |
| 2021 | 249.550     | 516.500     | 48,3        | 36           | 18               | 18             | 6.931                  |                  | 28          | 63          | 13        |